# Anastoechus flavosericatus
Anastoechus flavosericatus är en tvåvingeart som beskrevs av Hesse 1938. Anastoechus flavosericatus ingår i släktet Anastoechus och familjen svävflugor. Inga underarter finns listade i Catalogue of Life.